# Rabinauka (rejon dzierżyński)
Rabinauka (biał. Рабінаўка; ros. Рябиновка, Riabinowka) – wieś na Białorusi, w obwodzie mińskim, w rejonie dzierżyńskim, w sielsowiecie Dzierżyńsk, przy drodze republikańskiej R65 i węźle drogi magistralnej M1 z drogą republikańską R1.